# Pinheiro (kommun)
Pinheiro är en kommun i Brasilien.   Den ligger i delstaten Maranhão, i den nordöstra delen av landet, 1 500 km norr om huvudstaden Brasília. Antalet invånare är 78 147.
Följande samhällen finns i Pinheiro:
- Pinheiro

I omgivningarna runt Pinheiro växer i huvudsak städsegrön lövskog. Runt Pinheiro är det ganska glesbefolkat, med 35 invånare per kvadratkilometer.